# SMS Emden (1908)
«Э́мден» (нем. SMS Emden; заложен в 1906 году) — немецкий бронепалубный крейсер времён Первой мировой войны. Получил известность благодаря успешным рейдерским действиям против торгового судоходства и военных кораблей союзников в Индийском океане. С 1 августа по 9 ноября 1914 года захватил 23 торговых судна, потопил русский крейсер «Жемчуг» и французский эсминец. Особо отмечалось строгое соблюдение законов и обычаев войны на море командой и командиром крейсера, гуманное отношение к пленным. В результате действий крейсера не погиб ни один человек из числа команд и пассажиров захваченных торговых судов.
В бою у Кокосовых островов был уничтожен австралийским крейсером «Сидней».

## Постройка и служба до Первой мировой войны

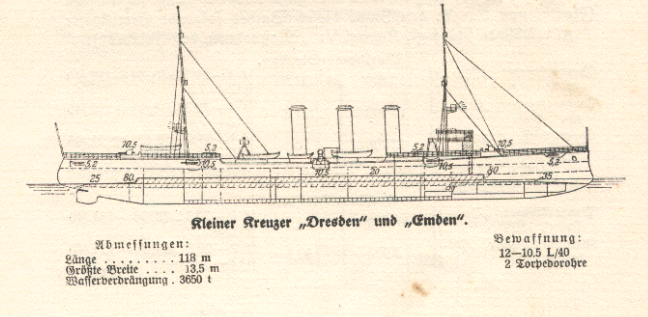
«Эмден». Рисунок из флотского календаря. 1910

6 апреля 1906 года на верфях в Данциге был заложен новый малый крейсер. В момент закладки корабль получил имя «Эрзац-Пфейль». Из-за проблем с финансированием постройка затянулась, и заложенный почти на год позже однотипный крейсер «Дрезден» был спущен на воду раньше. Постройке помогли патриотически настроенные жители города Эмден в Нижней Саксонии, собравшие по подписке 6,8 млн марок, и в честь жертвователей крейсер был переименован в «Эмден». Корабль был спущен на воду 26 мая 1908 года и зачислен в боевой состав флота 10 июля 1910 года. «Эмден» стал вторым и последним в серии крейсеров типа «Дрезден», а также последним немецким крейсером, оснащённым паровой машиной. На крейсера более поздней постройки, включая однотипный «Дрезден», устанавливались турбины.
При ходовых испытаниях на мерной миле крейсер показал максимальную скорость 24 узла. Основным вооружением крейсера были 10 скорострельных 105-мм орудий и два 450-мм торпедных аппарата. Вспомогательный калибр составляли восемь 52-мм орудий, но по данным некоторых источников они были впоследствии демонтированы.
Корабль после ввода в строй был отправлен под командованием фрегаттен-капитана Вольдемара Фоллертуна в Циндао, для службы в составе Восточно-Азиатской крейсерской эскадры. По пути в Циндао крейсер посетил Буэнос-Айрес с официальным визитом, приуроченным к столетней годовщине независимости Аргентины, а также Вальпараисо, Таити и на Самоа встретился с флагманским кораблём эскадры, крейсером «Шарнхорст». 17 августа 1910 года корабль прибыл в Циндао. Благодаря изящным обводам крейсер получил прозвище «Лебедь Востока».
С декабря 1910 по март 1911 года крейсер принимал участие в подавлении Сокехского восстания на острове Понапе. В ходе столкновений с восставшими на суше погиб один офицер и были ранены пятеро матросов. Летом 1911 года корабль был вынужден пройти серьёзный ремонт в Циндао после столкновения с японским сухогрузом. Летом 1912 года корабль получил «Приз Кайзера» за артиллерийские стрельбы.
В мае 1913 года командиром крейсера был назначен корветтен-капитан Карл фон Мюллер. В августе — сентябре 1913 года «Эмден» принял участие в подавлении Второй китайской революции, действуя на реке Янцзы и обстреливая позиции мятежников в Нанкине и Пекине.
20 июля 1914 года крейсерская эскадра ушла в плавание к архипелагу Самоа, оставив «Эмден» в Циндао. Капитан крейсера стал старшим морским офицером немецкой базы. Мюллер получил приказ иметь на борту трёхмесячный запас продовольствия и топлива и быть в постоянной готовности к немедленному выходу в море. В случае войны на Мюллера возлагалась ответственность за снабжение эскадры углём, он должен был обеспечить выход в море угольщиков из Циндао, а затем присоединиться к основным силам. 28 июля была получена радиограмма германского Адмиралтейства, в которой сообщалось о неизбежности войны с Великобританией, Францией и Россией, а 30 июля капитан Мюллер, не получивший никаких новых приказов от командира эскадры, адмирала Шпее, принял решение выйти в море.

## Первая мировая война

### Начало военных действий
31 июля 1914 года в 19:00 крейсер покинул Циндао и взял курс на Цусимский пролив. В ночь с первого на второе августа была получена радиограмма о мобилизации армии и флота и объявлении войны России и Франции.

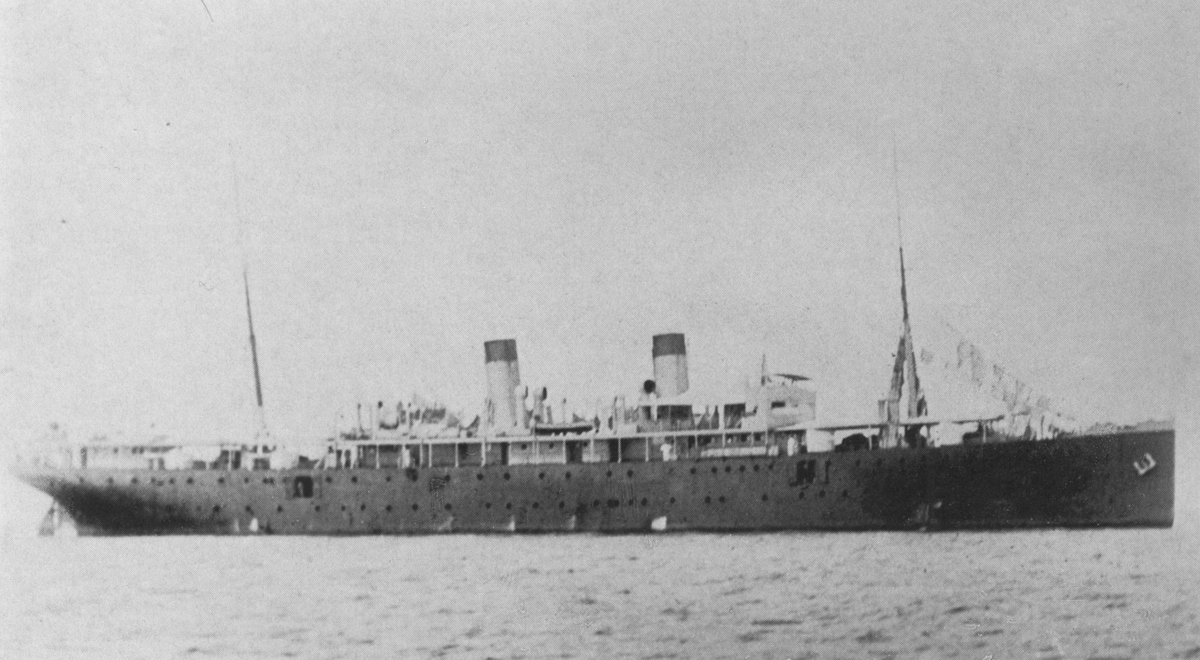
Вспомогательный крейсер «Корморан», ранее — бывший российский пароход «Рязань», захваченный Эмденом

Около четырёх утра 3 августа вблизи острова Цусима впереди по курсу был замечен большой пароход и «Эмден», подняв сигнал «немедленно остановиться», начал преследование. Невзирая на предупредительные выстрелы, пароход развил скорость в 17 узлов и, подавая сигналы бедствия, попытался уйти от погони в японские территориальные воды. Когда крейсер открыл огонь на поражение, и снаряды начали рваться непосредственно за кормой, преследуемый пароход остановился. Поднявшаяся на борт призовая команда из 20 вооружённых матросов под командой обер-лейтенанта Юлиуса Лаутербаха установила, что это — пароход русского Добровольного флота «Рязань» с 80 пассажирами. Построенный в 1909 году в Германии на верфи Шихау корабль использовался для регулярного сообщения между Чёрным морем и российским побережьем Тихого океана, однако в случае войны должен был использоваться в роли вспомогательного крейсера, в связи с чем был подготовлен к установке орудий. «Рязань» стала первым призом, захваченным Германией у Российской империи в Первой мировой войне.
Мюллер решил привести захваченный пароход в Циндао для дальнейшего использования в качестве вспомогательного крейсера. На обратном пути на горизонте были замечены дымы, движущиеся курсом на юг. Опасаясь, что это французские крейсера «Дюпле» (фр. Dupleix) и «Монкальм» (фр. Montcalm), идущие в сопровождении эсминцев, капитан Мюллер приказал изменить курс, чтобы избежать встречи. Со стороны неизвестных кораблей не было предпринято никаких попыток сблизиться. Некоторые источники утверждают, что это действительно были французские крейсера, уклонившиеся от столкновения, ошибочно опознав «Эмден» и «Рязань» как «Шарнхорст» и «Гнейзенау», хотя, скорее всего, ни «Дюпле» ни «Монкальм» вообще не находились в этом районе 5 августа.
Утром 6 августа крейсер вместе со своим призом вернулся в Циндао. На «Рязань» были установлены орудия находившегося в порту небоеспособного вспомогательного крейсера «Корморан», после чего 7 августа пароход был введён в состав ВМС также под названием Корморан. «Эмден» вечером 6 августа ушёл из гавани вместе с двумя вспомогательными крейсерами и восемью угольщиками и 12 августа соединился с основными силами эскадры на Маршалловых островах. К этому времени Германия уже находилась в состоянии войны и с Великобританией, а ещё через три дня на стороне Антанты выступила Япония.
13 августа состоялось совещание старших офицеров эскадры, на котором адмирал Шпее объявил, что в связи с большим количеством кораблей противника в Индийском океане и проблемами со снабжением эскадры углём он намеревается совершить переход в Южную Атлантику и развернуть крейсерские действия у берегов Южной Америки. Когда капитану Мюллеру было предложено высказаться, он выразил опасение, что в течение длительного перехода эскадра не сможет достичь существенных результатов, и предложил предоставить хотя бы части лёгких крейсеров действовать в Индийском океане. После того, как предложение было поддержано другими участниками совещания, Шпее приказал капитану «Эмдена» начать самостоятельные рейдерские действия. В подчинение Мюллеру был придан пароход «Маркоманния», груженный 5 тыс. тонн угля.

### Рейдерские действия в Индийском океане

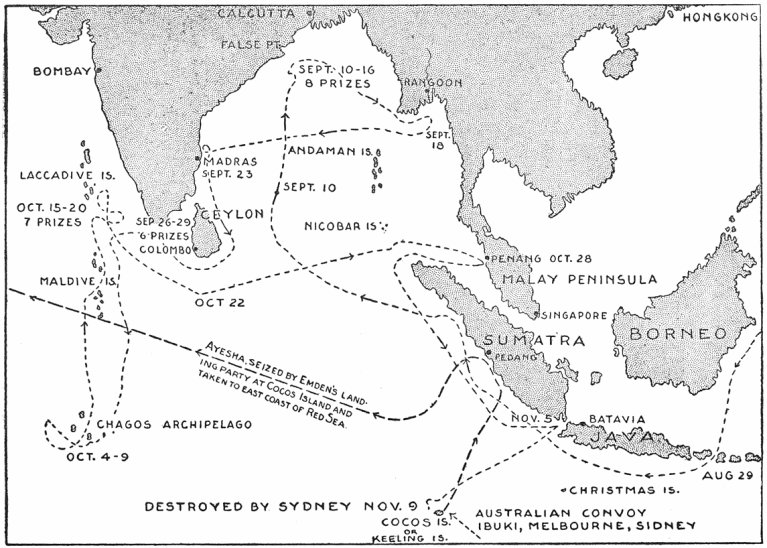
Карта действий «Эмдена» в Индийском океане

#### В Бенгальском заливе
13 августа 1914 года эскадра вышла в море, а в 7:00 следующего дня флагман поднял сигнал «Начинайте отдельное плавание. Желаю полного успеха». Мюллер ответил «Благодарю за доверие. Счастливого плавания и успеха» и, приказав «Маркоманнии» следовать за ним, взял курс на юго-запад.
Путь в Индийский океан занял две недели. Ни одно из запланированных рандеву с немецкими угольщиками не состоялось, и крейсер заправился углём с «Маркоманнии» у побережья Тимора.
20 августа германская канонерская лодка «Гейер», шедшая из Танганьики, попыталась установить связь с «Эмденом». Командир «Эмдена» проинформировал командира «Гейера», что будет ожидать «Гейер» у острова Ангаур, но «Гейеру» не удалось добраться вовремя до места встречи, «Эмден» уже ушёл.
28 августа, поставив для маскировки фальшивую четвёртую трубу из досок и парусины (английские лёгкие крейсера были двух- или четырёхтрубными), «Эмден» вошёл в Индийский океан через пролив между островами Ломбок и Бали и направился в Бенгальский залив. Мюллер планировал уничтожить плавучие маяки в устье Ганга, расстроив таким способом судоходство в районе Калькутты.
В течение следующих полутора недель «Эмден» не встретил ни одного судна, до тех пор пока 9 сентября, примерно в 23:00, крейсер не остановил греческий пароход «Понтопорос», следовавший из Бомбея в Калькутту. Греция была нейтральной страной и не участвовала в войне, но груз — 6500 т угля — принадлежал англичанам и был законным призом. Мюллеру удалось убедить капитана «Понтопороса» заключить выгодный фрахтовый контракт с немцами. Для того чтобы гарантировать его соблюдение, на борту была оставлена команда вооружённых матросов. Утром следующего дня был замечен пароход, идущий под флагом британского вспомогательного флота. На его палубе были видны надстройки непонятного назначения. После того, как судно было остановлено, выяснилось, что это — английский пароход «Индус» (3413 т) постройки 1904 года. Пароход был переоборудован в войсковой транспорт, а надстройки на палубе оказались стойлами для лошадей. Команда «Индуса» была перевезена на «Маркоманнию», и после того, как всё необходимое (в первую очередь провизия, мыло и сигареты) было перегружено на крейсер, были открыты кингстоны парохода. Мюллер разрешил канонирам «Эмдена» использовать тонущий корабль для тренировки. «Эмден» выпустил 6 снарядов в корпус судна, после чего некоторое время шёл рядом с тонущим «Индусом», чтобы убедиться, что все снаряды поразили предполагаемые цели.
11 сентября был задержан и потоплен английский пароход «Лоувет», построенный в 1911 году (6012 т), переоборудованный в войсковой транспорт. Около 22:00 12 сентября был остановлен английский пароход «Кабинга» (4657 тонн, 1907 год). Поскольку согласно судовым документам большая часть груза принадлежала американским владельцам, Мюллер решил не топить пароход, опасаясь возможных реституционных требований с их стороны, а также не желая подвергать риску находящихся на борту женщин и детей. Вместо этого «Кабингу» было решено использовать как плавучую тюрьму, переведя туда пленных с «Маркоманнии».
В течение следующих двух суток были задержаны и потоплены ещё три британских судна: «Кайллин» (1908) с грузом 6 тыс. тонн угля, «Дипломат» (1912 год, 7615 тонн) с грузом чая и «Треббоч», следовавший в Калькутту в балласте. Экипажи судов были переведены на «Кабингу», а 14 сентября Мюллер приказал отпустить переполненный пленными пароход. Через короткое время дозорные крейсера обнаружили ещё одно судно, которое сделало попытку уйти от погони, подавая сигналы бедствия. Пароход остановился только после того, как крейсер открыл огонь на поражение. Абордажная команда установила, что это — судно «Клан Мэфисон» (4775 т), следовавшее в Калькутту с грузом автомобилей, велосипедов и паровых двигателей. Судно затопили, открыв кингстоны и взорвав заряды в трюме. Помимо захваченных британских судов за время действий у Калькутты были остановлены и отпущены два итальянских парохода.
После того, как «Кабинга» была освобождена, а «Клан Мэфисон» сумел подать сигналы бедствия, оставаться в районе Калькутты стало небезопасно, и капитан Мюллер направился на юго-восток к Рангуну. 18 сентября «Эмден» встретил судно нейтральной страны, Норвегии, капитан которого согласился доставить пленных в Рангун. На следующий день крейсер взял курс на запад, направляясь к Мадрасу.

#### Бомбардировка Мадраса

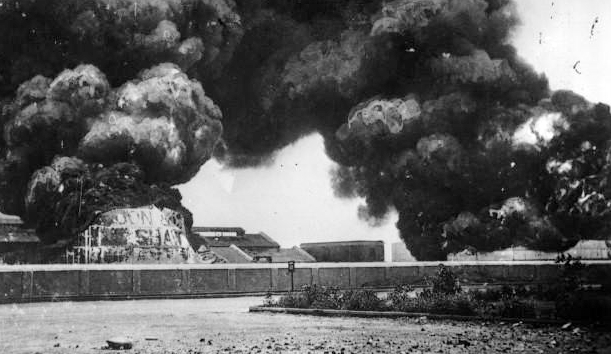
Пожар нефтехранилищ в Мадрасе после обстрела

22 сентября 1914 «Эмден» приблизился к Мадрасу. В 17 часов «Маркоманния» взяла курс на юг, к заранее условленной точке рандеву у побережья Цейлона, а на крейсере снова установили фальшивую четвёртую трубу, и он направился в гавань Мадраса. Несмотря на военные действия и полученные известия о германском рейдере, все навигационные огни и маяки в гавани действовали, охранения не было, береговые батареи были не готовы к отражению нападения, и «Эмден» беспрепятственно подошёл к берегу на дистанцию в 2800—3000 метров. В 21:45 крейсер включил прожектора и открыл огонь из пяти орудий правого борта по нефтехранилищу. С третьего залпа цель была накрыта и вскоре на месте нефтяных баков возник огромный пожар. За полчаса было сделано около 130 выстрелов, и когда береговая батарея открыла ответный огонь, крейсер выключил прожектор и, прекратив огонь, скрылся во тьме. Батарея успела сделать шесть (по другим данным — девять) выстрелов, но не добилась попаданий.
Обстрел нанёс сравнительно небольшой материальный ущерб — сгорело 5000 т нефти, но был достигнут огромный пропагандистский и психологический эффект. Европейцы стали покидать город, среди местного населения начались волнения, престижу Британии был нанесён серьёзный урон.
После этого инцидента англичане организовали освещение прожекторами всех крупных гаваней, что предотвратило дальнейшие нападения, но, по свидетельству старшего помощника крейсера капитан-лейтенанта Мюкке (нем. Hellmuth von Mücke), значительно облегчило крейсеру навигацию в прибрежных водах.

#### Цейлон, Мальдивы и архипелаг Чагос
После рейда на Мадрас капитан Мюллер решил сменить район действий, и уйти из Бенгальского залива. 23 сентября 1914 года «Маркоманния» была встречена в условленной точке, и оба корабля взяли курс на юго-восток, к Цейлону. Через день, 25 сентября крейсер остановил и потопил очередные призы — английские пароходы «Кинг Ланд» (3650 т), следовавший в балласте в Калькутту, и «Тимерик» (4000 т), идущий в Англию с грузом сахара.
Поскольку вход в гавань Коломбо ночью освещался прожекторами и внезапная атака была невозможна, Мюллер решил направиться к острову Миникой. Рядом с островом проходила важная торговая трасса, а большой маяк служил ориентиром для судов, курсировавших между Аденом и Коломбо. 26 сентября, на пути к Миникою был захвачен «Грайфевел» (4437 т), направлявшийся в балласте в Коломбо. Судно было решено не топить, а использовать для содержания пленных экипажей. На следующий день был остановлен пароход «Бьюреск» (4350 т) с чрезвычайно ценным для рейдера грузом — он был зафрахтован британским Адмиралтейством и перевозил в Гонконг 6600 т первосортного угля для английских боевых кораблей. Этого было достаточно для обеспечения крейсера в течение длительного времени. На следующий день были потоплены ещё два судна, шедшие в балласте из Адена — «Рибера» (3500 т) и «Фойл» (4147 т), также был остановлен и отпущен после досмотра голландский пароход «Диосия». После этого Мюллер принял решение отпустить «Грайфевел» с пленными и сменить район действий, перебазировавшись к Мальдивским островам.
29 сентября остатки угля и смазочных материалов с «Маркоманнии» были перегружены на «Бьюреск», и на следующий день пароход ушёл с новым приказом: встретиться в условленной точке с «Понтопоросом», забрать с него призовую команду и остатки угля, расплатиться с капитаном и отпустить греческое судно, затем запастись пресной водой и продовольствием в одном из нейтральных портов и вернуться к крейсеру. Выполнить приказ «Маркоманния» не смогла, 12 октября, при перегрузке угля суда были обнаружены английским крейсером «Ярмут», «Маркоманния» была затоплена призовой командой, а «Понтопорос» захвачен и приведён в Сингапур.
«Эмден» в сопровождении «Бьюреска» взял курс на архипелаг Чагос. По пути крейсер пересёк торговые линии Австралия — Аден и Кейптаун — Калькутта и в течение нескольких дней патрулировал в этом районе, но не встретил никаких судов. 9 октября корабли бросили якорь в бухте острова Диего-Гарсия и команды приступили к перегрузке угля, кренгованию крейсера для очистки подводной части от обрастаний и к переборке и очистке от золы и накипи котлов. На острове находилась маленькая французская колония и фабрика по производству кокосового масла. Никакой связи с внешним миром, кроме судна, заходившего раз в несколько месяцев за продукцией фабрики, у колонистов не было, и они ничего не знали о начавшейся войне. Мюллер не стал их информировать, под предлогом того, что его корабль якобы находится в длительном одиночном плавании и также давно не получал новостей. Немецкие моряки даже починили колонистам сломавшийся моторный бот, офицеры крейсера были приглашены на завтрак к директору фабрики, команда спокойно завершила погрузочные и ремонтные работы.
10 октября крейсер покинул гостеприимный островок. Первоначально планировалось направиться к Пенангу, но когда радисты крейсера перехватили радиограмму из Коломбо, в которой сообщалось, что «Эмден» покинул район торговых трасс близ Цейлона и судоходство там безопасно, Мюллер решил взять курс на Миникой. 15 октября крейсер заправлялся углём у Миладу-Маду, самого северного из Мальдивских островов, а вечером того же дня вернулся к берегам Миникоя, откуда ушёл всего две недели назад. В 23:00 было замечено первое судно, оказавшееся британским пароходом «Клан Грант» (3948 т), следовавшим в Коломбо. На судне были обнаружены большие запасы провизии и сигарет, которые было решено перегрузить на крейсер. Погрузку начали на следующий день утром, с парохода были сняты также запасные детали для паровой машины и огнеупорные кирпичи для ремонта котлов крейсера. В разгар работ были замечены мачты приближающегося корабля, сильно раскачивавшиеся на океанской волне. Опасаясь, что это может быть вражеский эсминец, Мюллер приказал приготовиться к бою. Когда расстояние сократилось, загадочный корабль оказался землечерпалкой «Понрабел», следовавшей из Англии в Тасманию. После того, как экипаж был эвакуирован, землечерпалка была пущена на дно тремя орудийными выстрелами, после чего был потоплен и «Клан Грант». Крейсер взял курс на восток и вечером того же дня захватил и пустил на дно ещё один английский пароход — «Бенмор» постройки 1912 года, 4806 т, с грузом автомобилей, моторных лодок и запасных частей.
За двое суток 18—19 октября «Эмден» захватил ещё четыре британских судна: только что построенный «Тройлус» (7562 т), следовавший из Коломбо в Англию с грузом меди, каучука и цинка, «Сент Эгберт» (5596 т), следовавший с грузом сахара в Нью-Йорк, «Эксфорд» из Кардиффа, перевозивший 6500 тонн угля для британского флота, и «Чилкана» (1910 год, 5220 т) с экипажем из китайских матросов. После того, как с захваченных судов было снято все необходимое, а радиостанция «Чилканы» перенесена на «Эксфорд», «Чилкана» и «Тройлус» были затоплены, «Сент Эгберт», груз которого принадлежал американцам, был отпущен со всеми пленными и получил разрешение следовать в любой порт, кроме Коломбо и Бомбея. «Эксфорд» присоединился к крейсеру в качестве ещё одного угольщика. Часть китайских матросов Мюллеру удалось нанять в качестве кочегаров на «Эксфорд» и «Бьюреск». В сопровождении двух угольщиков крейсер обогнул Цейлон с юга, 22 октября «Эксфорду» было приказано уходить и ждать крейсер в условленной точке, а «Эмден» и «Бьюреск» двинулись в восточном направлении.

#### Рейд на Пенанг

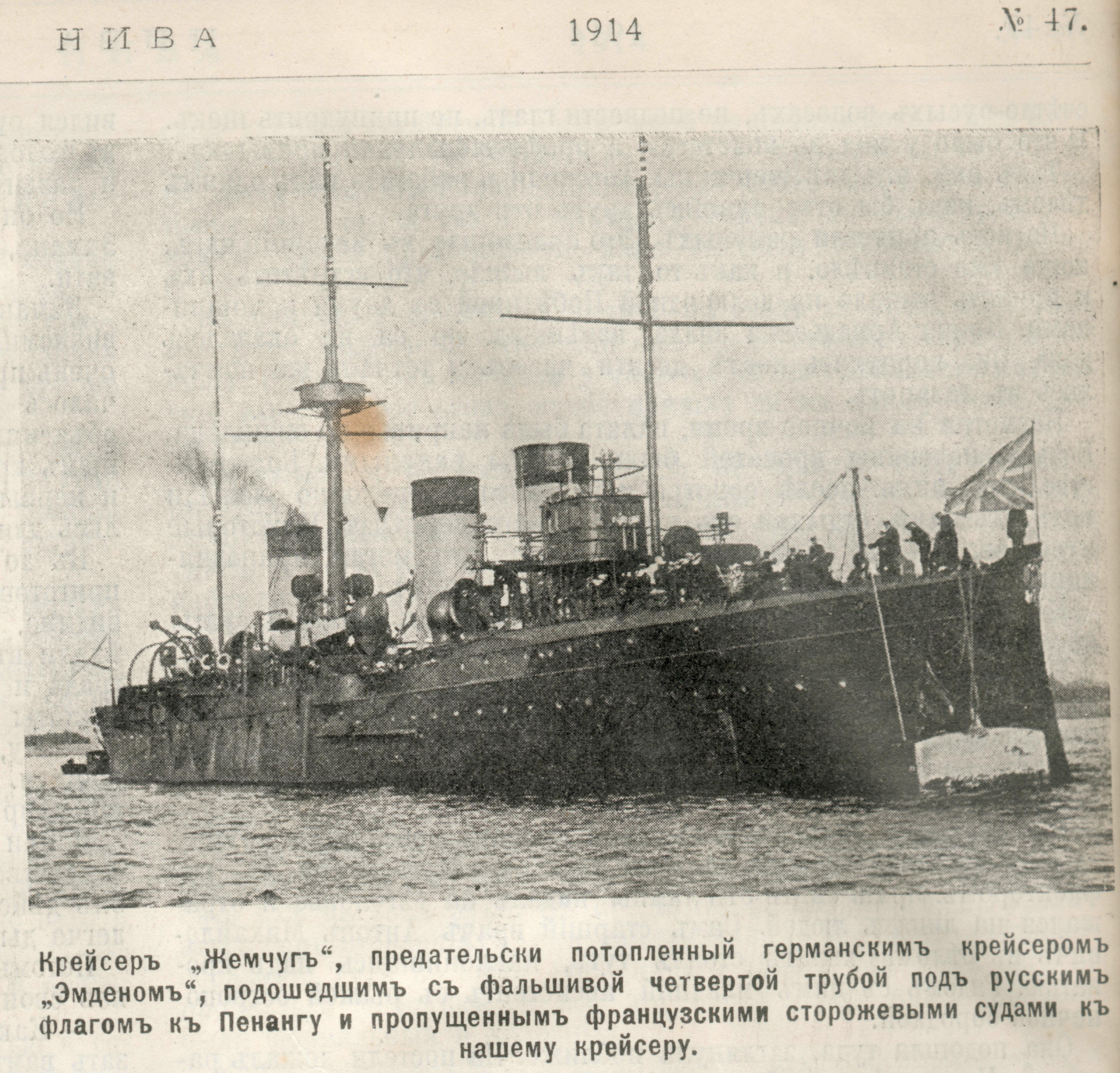
Крейсер Жемчуг.

26 октября 1914 года «Эмден» принял уголь у побережья Никобарских островов и расстался со вторым угольщиком, назначив «Бьюреску» место для рандеву, и взял курс на Пенанг. Снова была установлена фальшивая четвёртая труба и закончены последние приготовления к бою. Около 5 часов утра 28 октября «Эмден» достиг Пенанга, где, как и в Мадрасе, работали все навигационные огни и маяки, светомаскировка не соблюдалась, стоящие на рейде боевые корабли были освещены. С выключенными огнями и не поднимая флага, крейсер подошёл ко входу во внутреннюю гавань и задержался у входного буя, чтобы дать возможность сигнальщикам оценить обстановку. После того, как самый крупный военный корабль был опознан как русский бронепалубный крейсер «Жемчуг», он был избран мишенью для первой атаки.
Приблизившись к «Жемчугу» неопознанным на дистанцию 800 метров, «Эмден» поднял германский флаг, выпустил торпеду и открыл огонь из орудий правого борта. Русский крейсер постройки 1903 года, принимавший участие в Цусимском сражении, имел более мощный главный калибр, чем «Эмден» (8×120 мм), но оказался совершенно неподготовленным к внезапному нападению: командир корабля, капитан 2-го ранга барон Черкасов находился на берегу, вахтенный офицер спал, его разбудили, когда дозорные доложили о приближении неопознанного крейсера, но на верхнюю палубу подняться он не успел, команда несла службу по обычному якорному расписанию. Первая торпеда поразила русский крейсер в районе кормы, за последней трубой и он стал быстро оседать, набирая воду. «Эмден» начал разворот, за это время «Жемчуг» успел сделать несколько ответных выстрелов, но не добился ни одного попадания. Вторая торпеда, пущенная из аппарата левого борта, попала в носовую часть, вызвав детонацию боезапаса. В результате мощного взрыва «Жемчуг» разломился пополам и затонул в течение нескольких минут. Из 340 человек команды корабля погибло 82 и было ранено 115. Впоследствии командир и старший офицер «Жемчуга» были разжалованы в матросы и приговорены к заключению в крепость.
Потопив «Жемчуг», «Эмден» повернул вправо, чтобы уничтожить стоящие без хода французские миноносцы «Фронда» и «Пистолет» и канонерскую лодку «Д’Ибервиль», но в это время дозорные заметили корабль, появившийся у входа в гавань. Опасаясь оказаться в западне, Мюллер приказал немедленно атаковать неопознанный корабль. После того как дистанция сократилась, выяснилось, что это был невооружённый катер губернатора острова, и крейсер немедленно прекратил огонь. Несмотря на одно попадание в трубу, на борту катера никто не пострадал. К этому моменту крейсер уже вышел из внутренней гавани, и, поскольку фактор внезапности был утрачен и возвращаться было слишком рискованно, Мюллер приказал спустить боевые флаги и уходить.
Когда внешний вход в гавань был пройден, крейсер встретился с английским судном «Глентуррет», но высадившаяся на него призовая партия была срочно отозвана, а пароход отпущен, так как сигнальщики заметили французский корабль, приближающийся с севера. «Эмден» пошёл на сближение и с дистанции 4300 метров открыл огонь. Канониры крейсера добились попадания с третьего залпа, на корабле взорвались котлы, и он потерял ход, но продолжал вести огонь из кормового орудия и сумел выпустить торпеду по крейсеру. После десятого залпа миноносец стал тонуть и крейсер спустил шлюпки, чтобы подобрать уцелевших. На борт были подняты 36 человек из 76 составлявших экипаж миноносца, 12 были ранены, некоторые тяжело. Пленные сообщили, что их кораблём был миноносец «Мушкетон» 1902 года постройки, водоизмещением 310 тонн, вооружённый двумя торпедными аппаратами, одним 65-мм и шестью 47-мм орудиями.
После окончания спасательной операции Мюллер приказал увеличить ход до 22 узлов. Дозорные обнаружили ещё один французский миноносец, преследующий крейсер (это был сумевший развести пары «Пистолет»), но Мюллер решил не ввязываться в бой, чтобы как можно скорее покинуть район Пенанга. Через несколько часов пошёл сильный дождь, и противники потеряли друг друга из виду.
В течение следующих двух суток умерли и были похоронены в море с воинскими почестями трое тяжелораненых французских моряков. Около четырёх утра 30 октября крейсер перехватил английский пароход «Ньюборн» (3000 т). Опасаясь за состояние раненых, Мюллер не стал топить пароход, а отпустил его со всеми французскими пленными, предварительно взяв с них письменное обязательство не участвовать больше в военных действиях против Германии. После этого «Эмден» направился к индонезийскому острову Симёлуэ, у берегов которого было назначено рандеву с «Бьюреском».

### Бой у Кокосовых островов. Гибель «Эмдена»

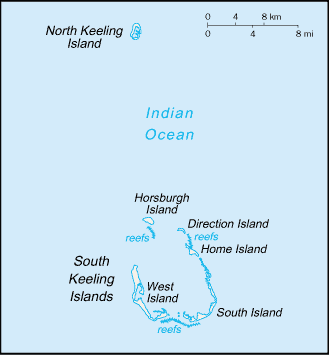
Кокосовые острова

31 октября 1914 года «Бьюреск» был встречен в условленном месте, 2 ноября в торжественной обстановке Мюллер наградил медалями 40 матросов крейсера. После окончания очередной погрузки угля у побережья Западной Суматры «Бьюреск» ушёл, получив координаты новой точки встречи.
Следующие несколько суток «Эмден» крейсировал в районе Зондского пролива в ожидании встречи с «Эксфордом» и в попытках перехватить японские и английские торговые суда. Встреча с «Эксфордом» состоялась 8 ноября, и принявший командование угольщиком лейтенант Лаутербах получил приказ идти к острову Сокотра и ожидать там встречи с крейсером. Мюллер планировал перебазироваться в район Аденского залива, но пред этим он решил уничтожить радиостанцию и кабельную релейную станцию на острове Дирекция, одном из Кокосовых островов, нарушив таким образом связь Австралии с внешним миром.

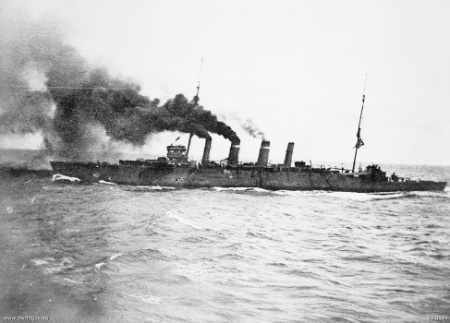
Австралийский крейсер «Сидней»

Около 6:30 утра 9 ноября «Эмден» бросил якорь в гавани острова Дирекция и высадил вооружённую десантную партию в которую вошли 32 матроса, 15 техников и три офицера. Командиром десанта был назначен старпом, капитан-лейтенант Мюкке. Прежде чем десантники добрались до островной радиостанции она успела передать в эфир сигнал SOS и сообщение о неопознанном военном корабле. Несмотря на попытки немецкого крейсера заглушить сигнал он был принят находившимся в 55 милях от острова австралийским крейсером «Мельбурн», флагманским кораблём эскорта большого австралийско-новозеландского войскового конвоя, направлявшегося в Коломбо. Командир «Мельбурна», капитан Сильвер (англ. Mortimer T. Silver), командовавший и силами эскорта, по радио приказал крейсеру «Сидней» отделиться от конвоя и обнаружить неизвестный корабль. Радисты «Эмдена» перехватили приказ, но из-за слабости сигнала сочли, что до противника не менее двухсот миль, и Мюллер, вместо того, чтобы немедленно выйти в море, приказал вызвать по радио «Бьюреск» и приготовиться к погрузке угля, в то время как развившему максимальную скорость «Сиднею» до острова оставалось менее двух часов хода.
За это время десантники уничтожили радиостанцию, взорвали мачту с антеннами, склад кабелей и приступили к уничтожению кабельной подстанции. В 9:00 дозорный на мачте крейсера заметил приближающийся дым, и на борту предположили, что на горизонте появился «Бьюреск», но в 9:12 приближающийся корабль был опознан как четырёхтрубный крейсер. В 9:15 десантной партии был дан приказ сиреной и флагами срочно вернуться на борт, но выполнить его команда Мюкке не успела — в 9:30 крейсер снялся с якоря. Первоначально корабль, идущий к острову, был опознан как английский крейсер «Ньюкасл», но вскоре выяснилось, что «Эмдену» достался гораздо более сильный противник. «Сидней» был значительно крупнее, быстроходнее, лучше бронирован и вооружён более мощными и дальнобойными 152-мм орудиями, существенно превосходя немецкий крейсер по этим параметрам. 105-мм орудия «Эмдена» были неспособны нанести сокрушительный ущерб кораблю противника и основной задачей в предстоящем бою Мюллер считал выход на дистанцию торпедной атаки.

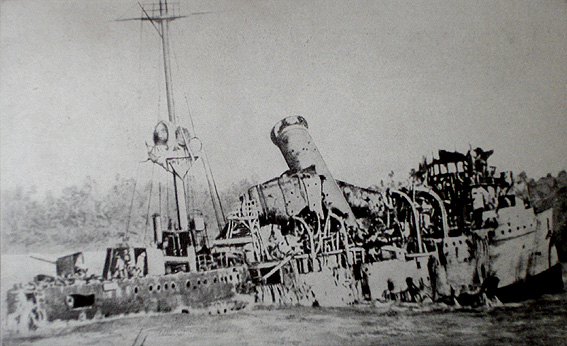
Останки «Эмдена»

В 9:40 «Эмден» открыл огонь первым с дистанции около 9 тыс. метров и с третьего залпа добился попадания в австралийский крейсер, уничтожив кормовой дальномер. Последующие попадания вызвали пожар и вывели из строя одно из носовых орудий. Австралийским канонирам понадобилось больше времени для пристрелки, но на двадцатой минуте боя «Эмден» начал получать попадания, а к 10:20 немецкий крейсер потерял переднюю трубу, были выведены из строя система управления огнём, рулевое управление и радиостанция, отсутствовало электроснабжение. Из-за больших потерь среди канониров и необходимости подавать снаряды из погребов вручную ответный огонь «Эмдена» значительно ослаб. Используя преимущество в скорости, австралийский крейсер удерживал выгодную дистанцию. К 10:45 были потеряны две задние трубы и мачта, скорость крейсера из-за потери тяги в топках упала до 19 узлов. Шансы на успешную торпедную атаку были минимальными, но Мюллер продолжал попытки, пока ему не доложили, что торпедный отсек затоплен из-за пробоин ниже ватерлинии. В 11 часов Мюллер приказал прекратить огонь и двигаться к острову Норт-Килинг, самому северному из Кокосовых островов. Поскольку продолжение боя стало бессмысленным, капитан решил спасти оставшихся в живых членов экипажа, а корабль на полном ходу выбросить на берег, а затем открыть кингстоны, чтобы он не достался противнику. В это время на горизонте появился «Бьюреск», и «Сидней», оставив очевидно небоеспособный немецкий крейсер, пустился в погоню за угольщиком.
Когда «Сидней» настиг угольщик, он уже тонул, команда успела открыть кингстоны. Взяв на буксир шлюпки с экипажем, австралийский крейсер вернулся к «Эмдену», и сигналом прожектора потребовал капитуляции. Поскольку ответа не последовало, а на уцелевшей мачте по-прежнему развевался стеньговый флаг, «Сидней» снова открыл огонь. После первого же залпа немецкий крейсер спустил боевой флаг и выбросил белый, сигнализируя о капитуляции. Отправив к «Эмдену» шлюпку с врачом и медикаментами, «Сидней» ушёл к острову Дирекция, чтобы выяснить судьбу узла связи и захватить немецкий десант. Австралийцы вернулись к Норт-Килинг лишь на следующий день. К Мюллеру от капитана Глоссопа (англ. John C T Glossop), командира «Сиднея» прибыл офицер-парламентёр с формальным требованием капитуляции. В письме констатировалось безвыходное положение немецкого крейсера, гарантировалось гуманное обращение с пленными и оказание помощи раненым. Мюллер ответил согласием, и экипаж «Сиднея» приступил к спасательной операции. Мюллер покинул крейсер последним, при прибытии на борт австралийского корабля ему были оказаны капитанские почести, уцелевших членов экипажа ждал специально приготовленный обед, раненых поместили в судовой лазарет.
В бою «Эмден» потерял 131 человека убитыми и 65 ранеными, потери «Сиднея» составили трое убитых и восемь раненых.

## Судьба команды «Эмдена»

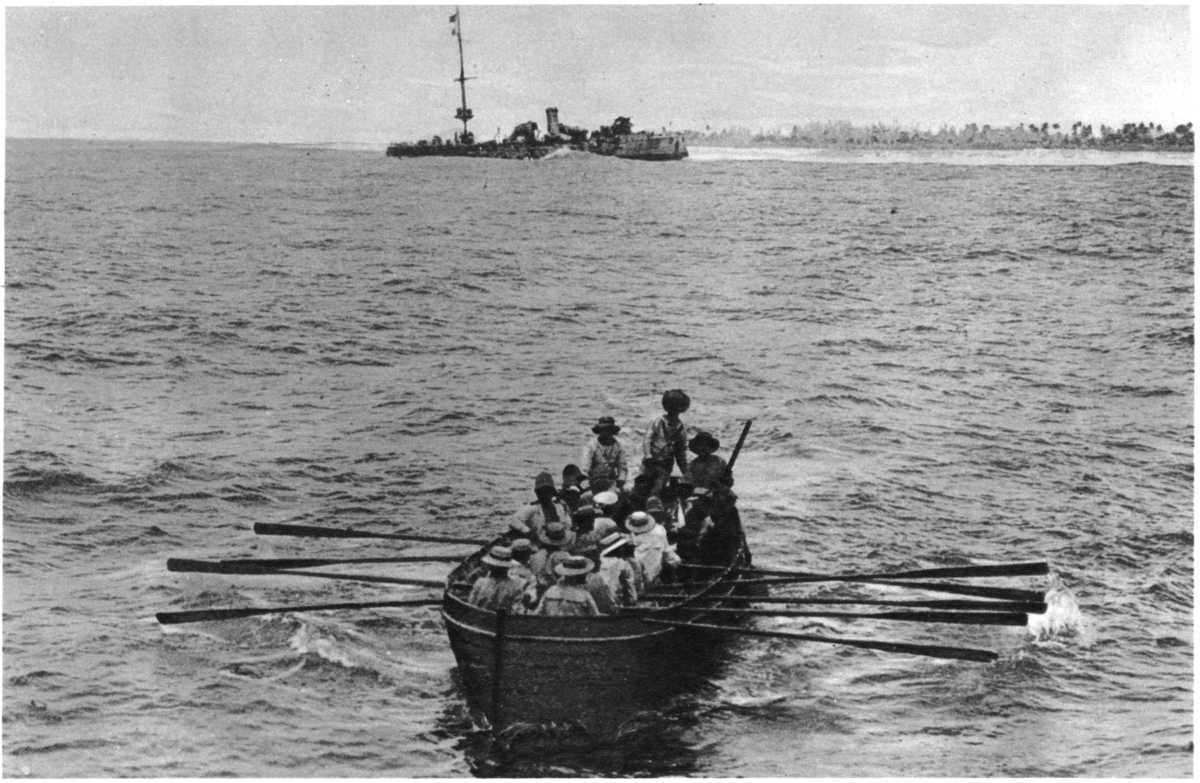
Эвакуация пленных с «Эмдена»

Члены экипажа, взятые в плен после боя у Кокосовых островов, включая командира корабля капитана Мюллера, были отправлены в лагеря для военнопленных на Мальте, где в большинстве и оставались до окончания войны.
Побег с Мальты удался лишь лейтенанту Фикенчеру, но к тому моменту, когда он добрался до Сицилии, Италия уже воевала на стороне Антанты и он попал из английского плена в итальянский.
В октябре 1916 года капитана Мюллера перевели с Мальты в Англию. В сентябре 1917 года он предпринял неудачную попытку побега, был пойман и приговорён к 56 дням одиночного заключения. В январе 1918 года из-за возобновившихся приступов малярии состояние здоровья капитана серьёзно ухудшилось и Мюллер был отпущен из плена. Сначала он был интернирован в нейтральной Голландии, а после того как подписал обязательство не участвовать больше в войне, получил разрешение посетить Германию. Командование представило его к высшей военной награде — ордену «Pour le Mérite», однако это представление встретило возражения со стороны главы Военно-Морского кабинета адмирала фон Мюллера (однофамильца командира «Эмдена»), считавшего, что капитан должен нести ответственность за потерю крейсера в результате ошибочных решений. Тем не менее 21 марта 1918 года кайзер Вильгельм утвердил награждение. Осенью 1918 года Мюллер окончательно вернулся из Голландии, был произведён в звание капитан-цур-зее и назначен на штабную должность. В начале 1919 года Мюллер ушёл в отставку по состоянию здоровья и поселился в Бланкенбурге, принимал участие в политической жизни, был избран в земельный парламент Брауншвейга. Умер 11 марта 1923 года.

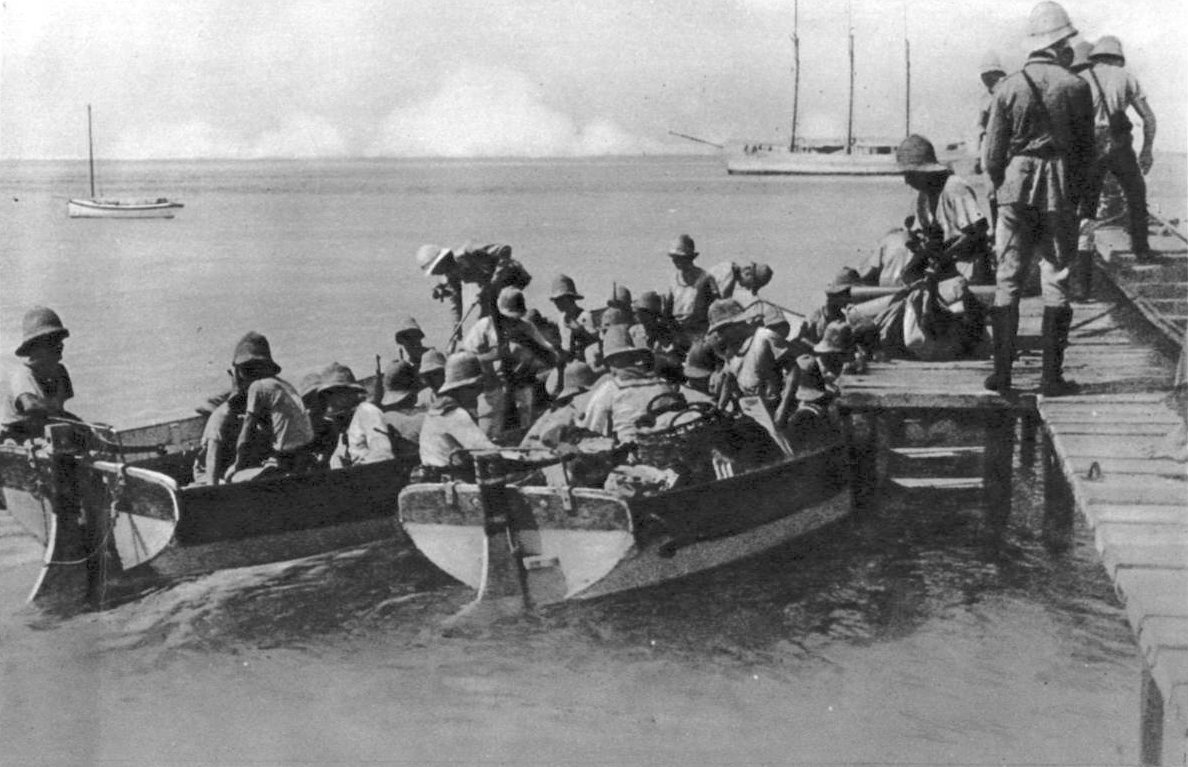
Десантная команда «Эмдена» перед отплытием на паруснике «Айша»

Призовые команды, находившиеся на угольщиках, также были взяты в плен и помещены в лагерь для военнопленных в Сингапуре. «Маркоманния» и «Понтопорос» были захвачены 12 октября, а «Эксфорд», так и не дождавшийся рандеву с крейсером — 11 декабря у побережья Суматры вспомогательным крейсером «Эмпресс оф Джапан». Лейтенанту Лаутербаху, командовавшему «Эксфордом», удалось бежать 15 февраля 1915 года, во время бунта, поднятого индийскими солдатами. Через голландские колонии и США Лаутербах сумел добраться до Германии к октябрю 1915 года. Он был произведён в обер-лейтенанты и назначен командовать вспомогательным кораблём.
Десантная команда капитан-лейтенанта Мюкке избежала плена. После того как исход боя между «Эмденом» и «Сиднеем» стал очевиден, им удалось уйти в море до возвращения австралийского крейсера на старом паруснике «Айша», использовавшемся для перевозки копры. На паруснике они добрались сначала до Паданга, а затем до порта Ходейда в Йемене, откуда по суше в июне 1915 года они прибыли в Константинополь — столицу Турции, союзника Германии в Первой мировой войне. После войны Мюкке опубликовал книгу «Эмден», посвящённую эпопее крейсера.
В качестве особой почести выжившие члены экипажа и их потомки получили право добавить слово «Эмден» к своим фамилиям. Сам крейсер был награждён Железным крестом. Во время Первой мировой войны только два корабля были удостоены этой награды (вторым была подводная лодка U-9).

## Память о крейсере

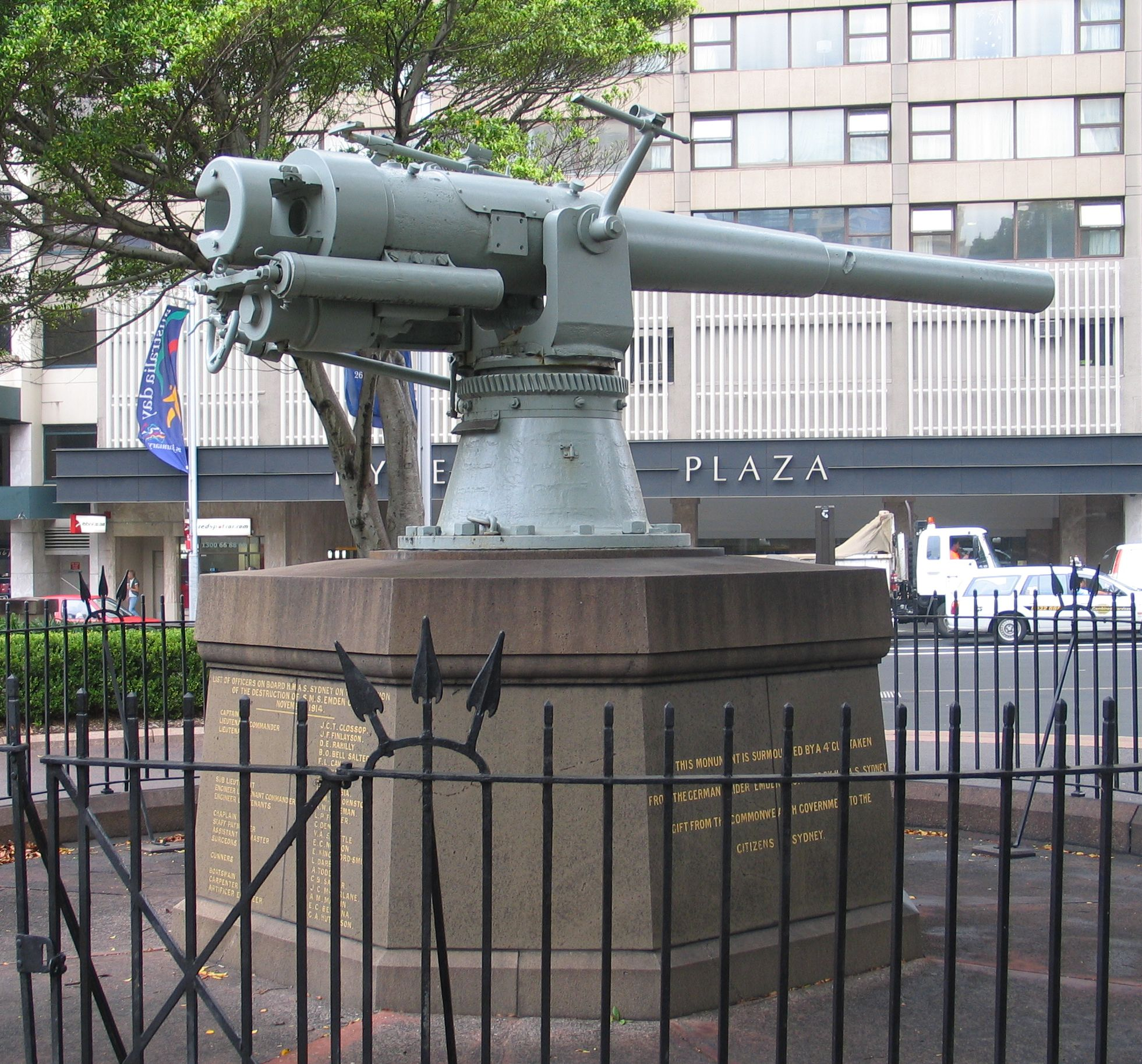
105-мм орудие «Эмдена» в Гайд-парке, Сидней

После гибели «Эмдена» тем же именем были названы четыре корабля немецкого флота, наследники имени символически наследуют и «Железный крест», которым был награждён крейсер. В 1920—1921 годах постановлением правительства Пруссии члены команды «Эмдена» получили право сменить свою фамилию на двойную, с приставкой «-Emden». К ноябрю 1927 года эти правом воспользовались 15 членов команды (без учёта случаев смены фамилии вдовами и детьми членов команды). К сентябрю 1933 года было удовлетворено 91 заявление на смену фамилии, причём удовлетворялись не все заявления.
- Эмден (крейсер, 1916) — лёгкий крейсер типа «Кёнигсберг II».
- Эмден (крейсер, 1925) — лёгкий крейсер времён Второй мировой войны.
- Эмден (F 221) — Фрегат типа «Кёльн».
- Эмден (F 210) — Фрегат типа «Бремен».

Одно из 105-мм орудий крейсера в 1917 году было установлено в качестве памятника в Гайд-парке в Сиднее, ещё одно находится в экспозиции военного мемориала в Канберре.
В судовой кассе крейсера, доставшейся в качестве приза победителю, были найдены 6429 серебряных мексиканских доллара. В 1918 году сиднейский ювелир У. Керр превратил 1000 монет в памятные медали, которые были вручены матросам и офицерам «Сиднея», служащим кабельной станции и адмиралтейства.

## «Эмден» в художественном кино
По мотивам одиссеи крейсера снято несколько художественных фильмов:
- «Наш Эмден» (нем. Unsere Emden), Германия, 1926[64]
- «Приключения Эмдена» (англ. The Exploits of the Emden), Австралия, 1928[65]
- «Крейсер Эмден» (нем. Kreuzer Emden), Германия, 1932[66]
- «Под императорским флагом» (нем. Unter kaiserlicher Flagge), Германия, 2006[67]
- «Мужчины Эмдена» (нем. Die Männer der Emden) Германия, 2012[68]

## Потопленные и захваченные корабли и суда
| Дата             | Название судна | Тип                   | Принадлежность     | Тоннаж, брт | Груз                       | Судьба                                                                              |
| ---------------- | -------------- | --------------------- | ------------------ | ----------- | -------------------------- | ----------------------------------------------------------------------------------- |
| 4 августа 1914   | «Рязань»       | грузовое судно        | Российская империя | 3500        | балласт                    | захвачено для использования в качестве вспомогательного крейсера                    |
| 9 сентября 1914  | «Понтопорос»   | грузовое судно        | Греция             | 4049        | уголь                      | использован как угольщик, впоследствии захвачен крейсером «Ярмут»                   |
| 10 сентября 1914 | «Индус»        | войсковой транспорт   | Великобритания     | 3413 (3393) | разное                     | потоплен                                                                            |
| 11 сентября 1914 | «Лоувет»       | войсковой транспорт   | Великобритания     | 6012        | балласт                    | потоплен                                                                            |
| 12 сентября 1914 | «Кабинга»      | грузовое судно        | Великобритания     | 4657        | разное                     | отпущен с пленными 14 сентября                                                      |
| 13 сентября 1914 | «Кайллин»      | грузовое судно        | Великобритания     | 3512        | уголь                      | потоплен                                                                            |
| 13 сентября 1914 | «Дипломат»     | грузовое судно        | Великобритания     | 7615        | чай                        | потоплен                                                                            |
| 13 сентября 1914 | «Лоредано»     | грузовое судно        | Италия             |             |                            | отпущен после досмотра                                                              |
| 13 сентября 1914 | «Дандоло»      | грузовое судно        | Италия             |             |                            | отпущен после досмотра                                                              |
| 14 сентября 1914 | «Треббоч»      | грузовое судно        | Великобритания     | 4014        | балласт                    | потоплен                                                                            |
| 14 сентября 1914 | «Клан Мэфисон» | грузовое судно        | Великобритания     | 4775        | автомобили, паровые машины | потоплен                                                                            |
| 18 сентября 1914 | «Дувр»         | грузовое судно        | Норвегия           |             |                            | отпущен с пленными после досмотра                                                   |
| 25 сентября 1914 | «Кинг Лад»     | грузовое судно        | Великобритания     | 3650        | балласт                    | потоплен                                                                            |
| 25 сентября 1914 | «Тимерик»      | грузовое судно        | Великобритания     | 3314        | сахар                      | потоплен                                                                            |
| 26 сентября 1914 | «Грайфевел»    | грузовое судно        | Великобритания     | 4437        | разное                     | отпущен с пленными 28 сентября                                                      |
| 27 сентября 1914 | «Бьюреск»      | грузовое судно        | Великобритания     | 4350        | уголь                      | использован в качестве угольщика, затоплен призовой командой                        |
| 27 сентября 1914 | «Рибера»       | грузовое судно        | Великобритания     | 3500        | балласт                    | потоплен                                                                            |
| 27 сентября 1914 | «Фойл»         | грузовое судно        | Великобритания     | 4147        | балласт                    | потоплен                                                                            |
| 27 сентября 1914 | «Диосия»       | грузовое судно        | Нидерланды         |             |                            | отпущен после досмотра                                                              |
| 16 октября 1914  | «Клан Грант»   | грузовое судно        | Великобритания     | 3948        | разное                     | потоплен                                                                            |
| 16 октября 1914  | «Бенмор»       | грузовое судно        | Великобритания     | 4806        | разное                     | потоплен                                                                            |
| 16 октября 1914  | «Понрабел»     | землечерпалка         | Великобритания     | 473         |                            | потоплен                                                                            |
| 18 октября 1914  | «Тройлус»      | грузовое судно        | Великобритания     | 7526        | медь, каучук               | потоплен                                                                            |
| 18 октября 1914  | «Сент Эгберт»  | грузовое судно        | Великобритания     | 5526        | разное                     | потоплен                                                                            |
| 19 октября 1914  | «Эксфорд»      | грузовое судно        | Великобритания     | 4542        | уголь                      | использован в качестве угольщика, впоследствии захвачен крейсером «Эмпресс оф Эйша» |
| 19 октября 1914  | «Чилкана»      | грузовое судно        | Великобритания     | 5146        | разное                     | потоплен                                                                            |
| 28 октября 1914  | «Жемчуг»       | бронепалубный крейсер | Российская империя |             |                            | потоплен торпедами                                                                  |
| 28 октября 1914  | «Глентуррет»   | грузовое судно        | Великобритания     |             | разное                     | отпущен                                                                             |
| 28 октября 1914  | «Мушкет»       | миноносец             | Франция            |             |                            | потоплен артогнём                                                                   |
| 28 октября 1914  | «Ньюборн»      | грузовое судно        | Великобритания     | 3000        |                            | отпущено с пленными                                                                 |
| 9 ноября 1914    | «Айша»         | парусная шхуна        | Великобритания     | 97          |                            | использована десантной командой Мюкке для бегства, потоплена                        |